# Turkcell Kuruçeşme Arena
Die Turkcell Kuruçeşme Arena ist eine Freiluft-Arena und ein Kino in Istanbul in der Türkei.

## Nutzung
Das Amphitheater ist mit einer Kapazität bei Konzerten von 17.000 Zuschauern eines der größten in der Türkei. Es wird vorwiegend für Konzerte und Musikfestivals genutzt. So traten hier schon international erfolgreiche Künstler wie Eric Clapton, Steve Winwood und Lenny Kravitz auf.